# IV. Luftwaffen-Feldkorps
La IV. Luftwaffen-Feldkorps (4e Corps de campagne de la Luftwaffe) a été l'un des principaux Corps de la Luftwaffe allemande durant la Seconde Guerre mondiale.

## Création et différentes dénominations
Ce Corps a été formé en novembre 1942 dans le sud de la Russie. Il fait mouvement vers Paris en France en janvier 1943.
Ce corps est repris par l'armée de terre (Heer) le 19 novembre 1944 et est renommé Generalkommando LXXXX. Armee Korps.

## Commandement

Drapeau du chef du Luftwaffen-Feldkorps

| Début             | Fin              | Grade               | Nom              |
| ----------------- | ---------------- | ------------------- | ---------------- |
| 1er décembre 1942 | 1er août 1943    | Generalleutnant     | Gerhard Hoffmann |
| 1er août 1943     | 19 novembre 1944 | General der Flieger | Erich Petersen   |

## Chef d'état-major
| Début           | Fin              | Grade  | Nom          |
| --------------- | ---------------- | ------ | ------------ |
| Mai 1943        | 21 octobre 1944  | Oberst | Adolf Häring |
| 21 octobre 1944 | 19 novembre 1944 | Oberst | Paul Frank   |

## Rattachement
Ce corps sert dans les différents états-majors suivants :
| Période                     | Attachement             | Lieu                |
| --------------------------- | ----------------------- | ------------------- |
| Juillet 1943 - Août 1943    | Reserve /Heeresgruppe D | France              |
| Août 1943 - Septembre 1943  | Armeegruppe Felber      | Montpellier         |
| Septembre 1943 - Avril 1944 | AOK.19 / Heeresgruppe D | Montpellier         |
| Mai 1944 - Novembre 1944    | AOK.19 / Heeresgruppe G | Montpellier, Elsass |

## Unités subordonnées
- Korpstruppen (Troupes de Corps) :
  - Luftwaffen-Korps-Nachrichten-Abteilung 4
  - Aufklärungs-Kompanie Luftwaffen-Feldkorps IV
  - Artillerie-Kommandeur 2 (Army)
  - Wach-Kompanie Luftwaffen-Feldkorps IV
  - Feldgendarmerie-Trupp Luftwaffen-Feldkorps IV

Les divisions suivantes servent dans ce corps :
- 338. Infanterie-Division : Août 1943 - Avril 1944 / Octobre 1944 - Novembre 1944
- 326. Infanterie-Division : Août 1943 - Février 1944
- 271. Infanterie-Division : Mars 1944 - Juillet 1944
- 277. Infanterie-Division : Février 1944 - Juillet 1944
- 272. Infanterie-Division : Avril 1944 - Juillet 1944
- 189. Infanterie-Division : Juillet 1944 - Septembre 1944
- 716. Infanterie-Division : Début novembre 1944 - Fin novembre 1944
- 198. Infanterie-Division : Juillet 1944 - Août 1944 / Septembre 1944 - Octobre 1944 / Début novembre 1944 - Fin novembre 1944
- 159. Infanterie-Division : Septembre 1944 - Octobre 1944
- 338. Infanterie-Division : Septembre 1944 - Novembre 1944
- 269. Infanterie-Division : Début novembre 1944 - Fin novembre 1944